# Reinier Bulder
Reinier Bulder (Nieuwer-Amstel, 11 augustus 1953) is een Nederlands acteur en hoorspelacteur. Hij speelde onder meer in Vrouwenvleugel als Klaas Vortman, in De co-assistent als dokter Diederik Kist, en als Godfried Bomans in Bomans, alleen tussen de meeuwen.
Naast zijn werk als acteur is hij sinds 2007 toneeldocent.

## Filmografie

### Film
- Dissonanten (1987) – pianist
- De finales (1990) – politieagent
- Vijf uur eerder (1997) – dokter Eriks
- Arends (1997) – Simon
- Stroop (1998) – pastoor
- De zaak Braun (2000) – Willem de Hoog
- De zwarte meteoor (2000)
- Îles flottantes (2001) – bakker
- Tussenland (2002) – boer
- Dwaalgast (2003) – voorzitter
- Zwartboek (2006) – boer
- Wie helpt mij nu nog? (2007) – meneer Bezems
- Lege plekken (2007) – meneer Bezems
- De gelukkige huisvrouw (2010) – huisarts
- Het Geheim (2010) – meneer Beekman
- Zieleman (2011) – IJsbrand
- Urfeld (2012) – meneer De Groot
- Roken als een Turk (2012) – dokter
- Borgman (2013) – dokter Baumgarten
- Kris Kras (2014) – zwemleraar
- De Masters (2015) – Twan
- De beentjes van Sint-Hildegard (2020) – Antoon
- De Veroordeling (2021) – prof. Martin Jan van Mourik

### Televisie
- Recht voor z'n Raab (1992) – Jacob van Mierde
- De Bunker (1992) – SS'er Willy
- Achter het scherm (1995)
- Baantjer (1995) – De Jager
- Vrouwenvleugel (1995) – wijkagent Klaas Vortman
- Toen was geluk heel gewoon (1996) – pastoor
- Tijd van leven (1996) – Henk Kok
- Toen was geluk heel gewoon (1997) – agent
- Duidelijke taal! (1997)
- Goede daden bij daglicht (1998) – barman
- De zeven deugden (1999)
- Westenwind (1999) – inspecteur De Swart
- Leven en dood van Quidam Quidam (1999) – serieus uitziend expert
- In goede aarde (2000) – Leendert Meiborg
- Wildschut & De Vries (2000) – Vervoort
- Dok12 (2001) – Frans Bom
- Wilhelmina (2001) – officier
- Russen (2001) – notaris
- Barend & Van Dorp (2002) – Godfried Bomans
- Hartslag (2002) – patholoog
- Ernstige Delicten (2004) – tandarts
- Glazen huis (2004) – Pieter Balk
- Baantjer (2004) – Wim Eekhof
- Toen was geluk heel gewoon (2005) – pastoor Zoutebier
- Meiden van De Wit (2005) – voorzitter rechtbank
- Enneagram (2005) – voorzitter
- Keyzer & De Boer Advocaten (2005) – Albeda
- De Daltons (2007) – snoepwinkelier
- We gaan nog niet naar huis (2008) – dokter Geesink
- Spoorloos verdwenen (2008) – Leo van Schijndel
- Sterke verhalen uit zoutvloed (2008) – Oom Wilt
- Sorry Minister (2009) – Rob Willems
- Bernhard, schavuit van Oranje (2010) – Dirk Stikker
- Den Uyl en de affaire Lockheed (2010) – generaal Wijting
- De co-assistent (2009-2010) – dokter Diederik Kist
- Penoza (2012) – rechter
- Dokter Tinus (2013) – Jan Bos
- Divorce (2014) – dokter
- Goede tijden, slechte tijden (2014) – chef de clinique
- Hollands Hoop (2014) – notaris Van Helsen
- Schaep Ahoy (2015) – lijkschouwer Leeflang
- Flikken Maastricht (2020) – dokter Schuurman

## Toneel
- Bomans, alleen tussen de meeuwen (2016) - Godfried Bomans
- Van de koele meren des doods (2018) – vader
- Soldaat van Oranje (2019) – François van 't Sant